# Magnus Steendorff

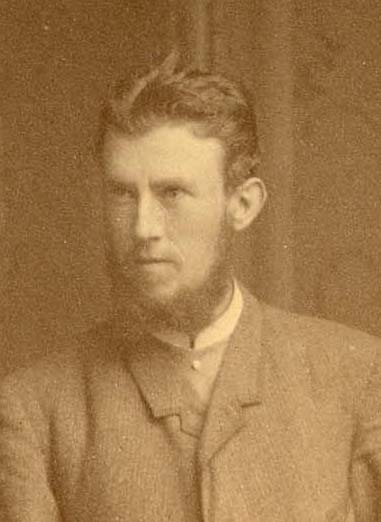
Magnus Steendorff cirka 1885. Detalj ur gruppfoto.

Magnus Johan Gottfrid Kristian Steendorff, född den 25 november 1855 i Köpenhamn, död den 26 april 1945 på egendomen Hägerstad, var en danskfödd svensk arkitekt. Han var son till den danske målaren Christian Steendorff (1817–1904) och dennes svenska hustru Anna Ulrica Öhrström (1816–1891).

## Biografi
Steendorff studerade 1876-1878 vid danska konstakademiens arkitektskola i Köpenhamn och bedrev även studier i Frankrike och Tyskland, men bosatte sig 1887 i Sverige, blev svensk medborgare 1890 och var anställd vid Överintendentsämbetet. Han verkade bland annat som kyrkoarkitekt och har ritat Undenäs kyrka (populärt kallad Tivedens katedral) (1892–1894) samt Stora Hammars kyrka (1891–1895). 
Magnus Steendorff har vidare ritat den dåvarande "idiotanstalten" Johannesberg (numera fängelse) utanför Mariestad, officerspaviljongen på Axevalla hed, Skaraborgs enskilda bank (numera Västra Götalands sjukvårdskansli) i Skövde (1893–1894) samt Jönköpings Mekaniska Werkstads gjuteribyggnad (ritad 1911, uppförd 1914; fungerar sedan 1997 som bibliotekslokal för Högskolan i Jönköping). Han var även (enligt KulturNav) "ledande arkitekt" vid uppförandet av länslasarettet i Falköping. I Skövde kommuns underlag till kulturmiljöprogram (2011) har tre byggnader ritade av Steendorff klassats som "kulturhistoriskt värdefulla miljöer". Särskilt den nämnda bankbyggnaden betecknas där som "ur kulturhistorisk synpunkt en märkesbyggnad från Skövdes expansiva epok i sent 1800-tal".
Utöver byggnader ritade Steendorff även monument. Således har han ritat såväl det 1894 invigda monumentet över Slaget vid Lena som det två år senare invigda "Falköpingsmonumentet" till minne av slaget vid Åsle (det senare utfört av bildhuggaren Bohnefeldt).
Av sjukdom tvingades Steendorff att avbryta sin aktiva yrkeskarriär i 50-årsåldern. Vid sidan av om denna var han även ordförande i Skövde skyttegille 1900–1903. Han var även delägare i bolaget bakom tidskriften Ord och bild.
Steendorff var från 1883 gift med Sofie Albertina Brunskog (1855–1948). Äktenskapet var barnlöst. Genom sin syster Marianne var Magnus Steendorff svåger till språkforskaren Hjalmar Edgren.

## Bilder

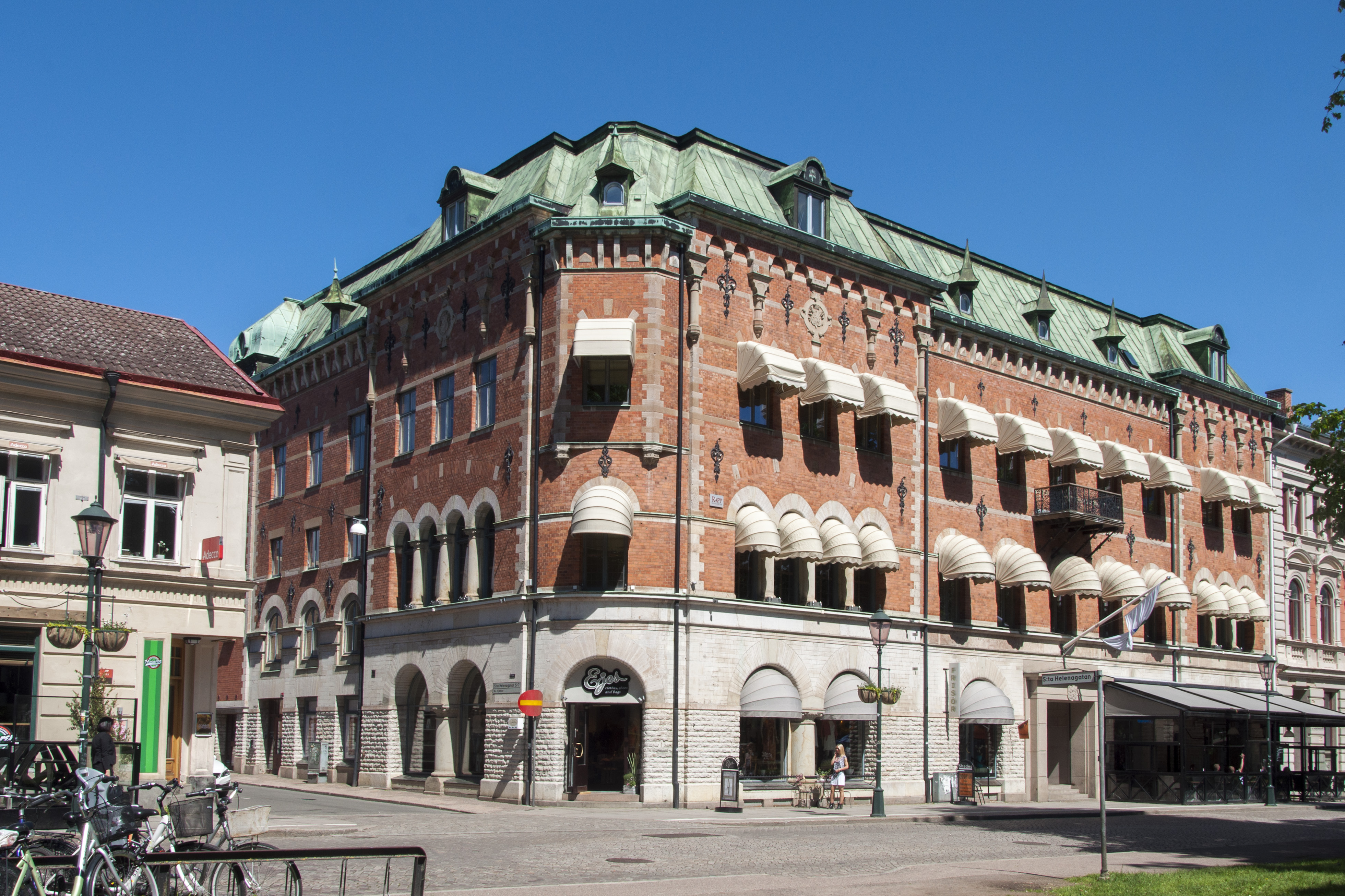
Skaraborgs enskilda bank, Skövde
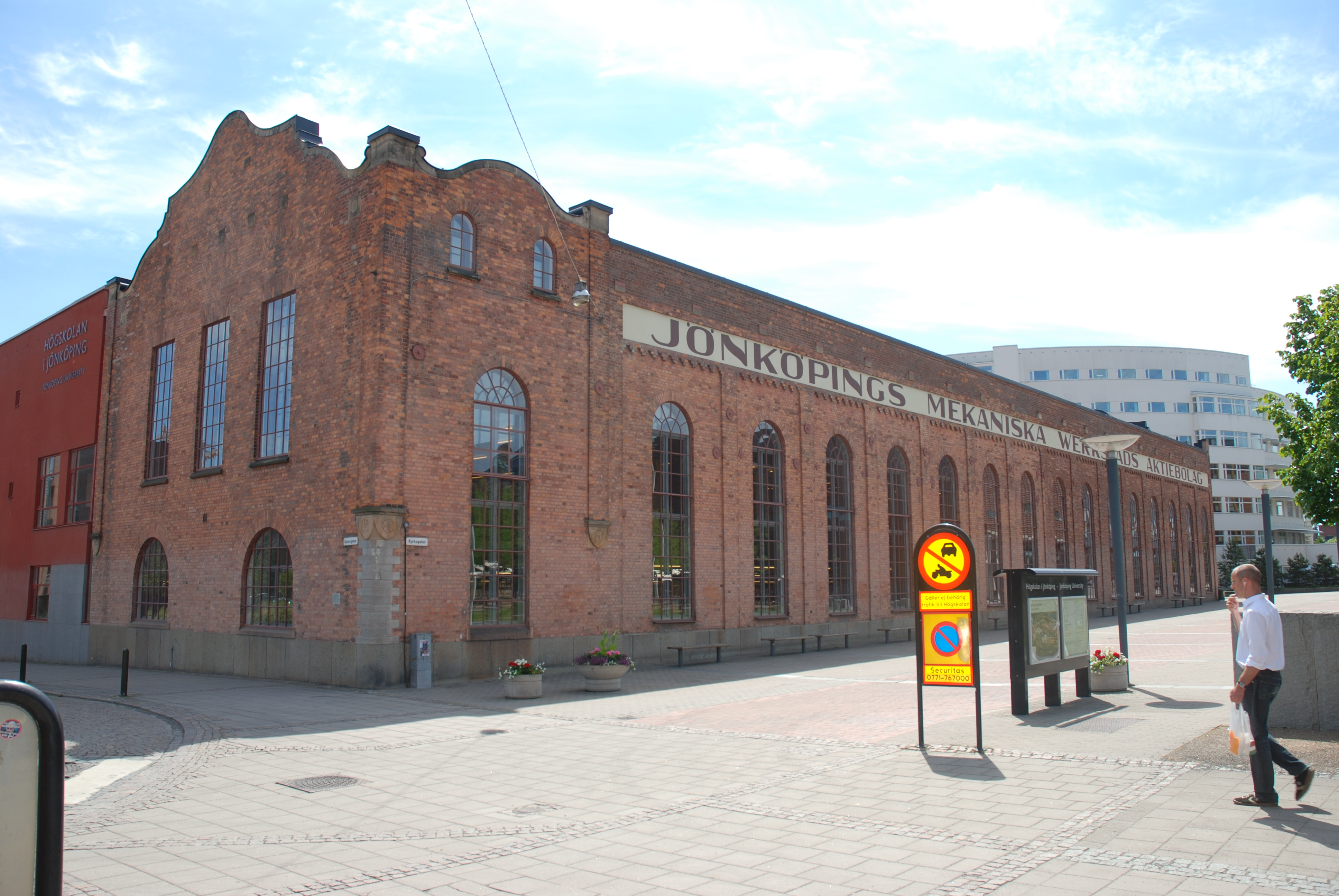
Gjuteribyggnad i Jönköping
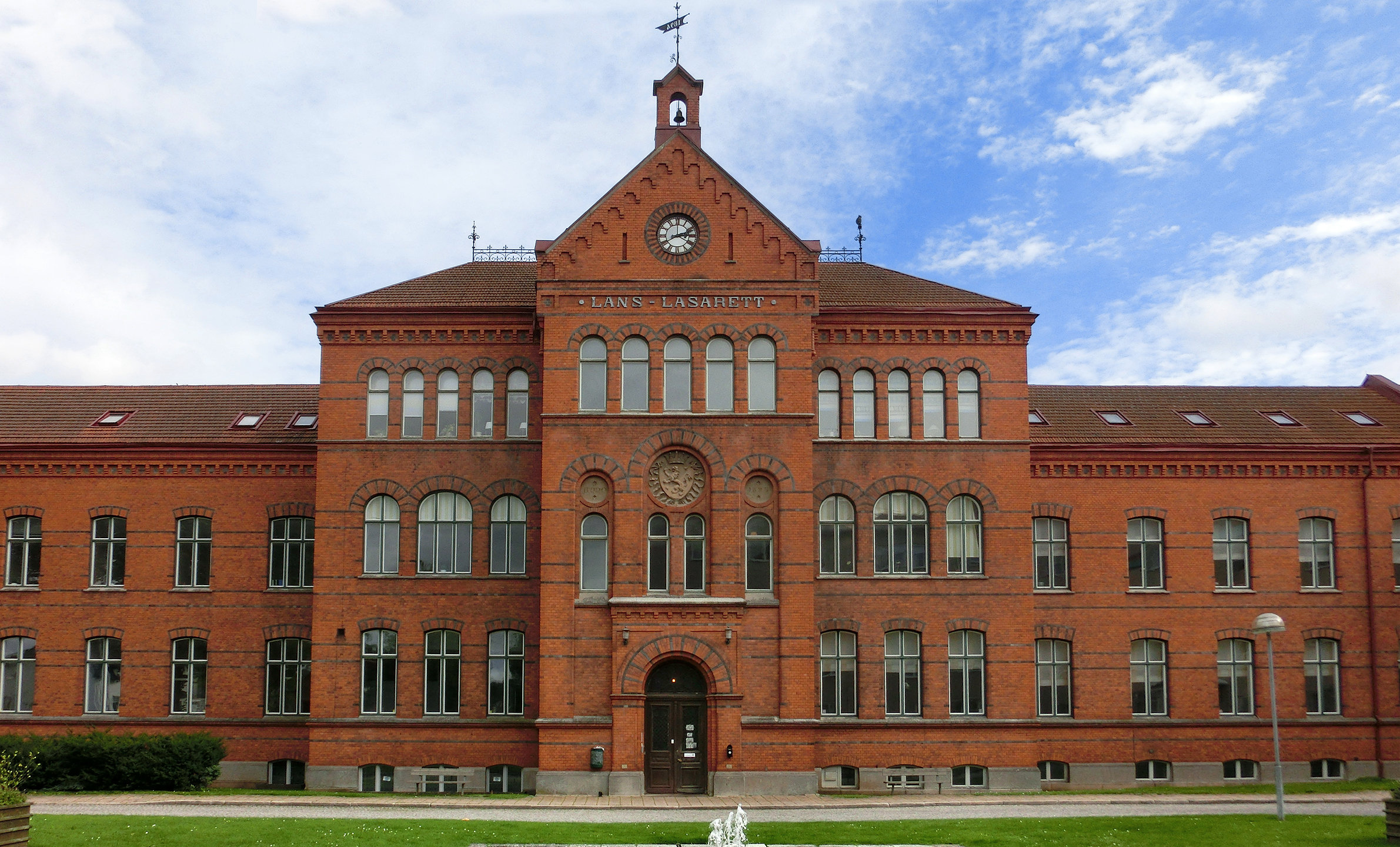
Länslasarettet i Falköping
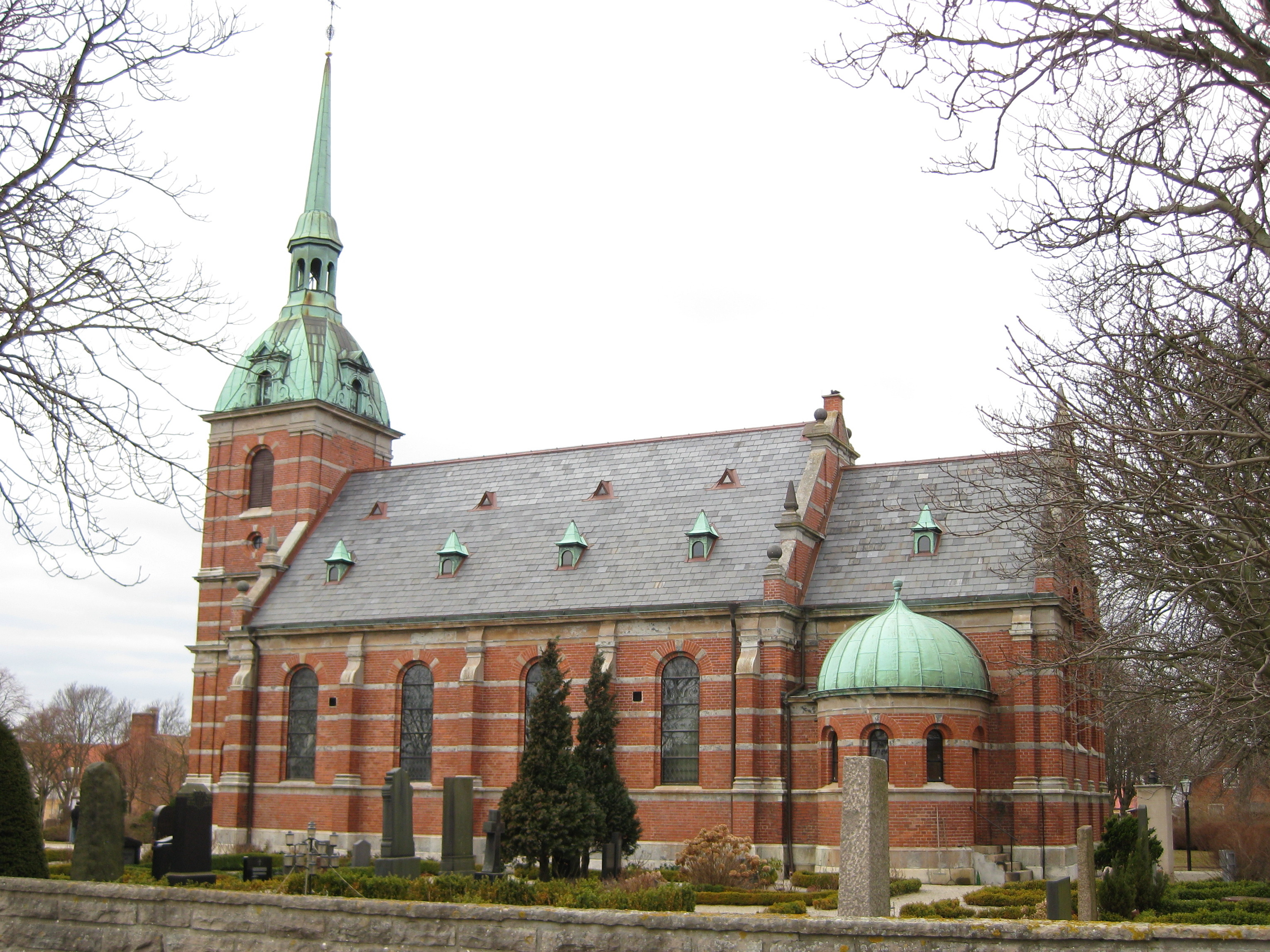
Stora Hammars nya kyrka
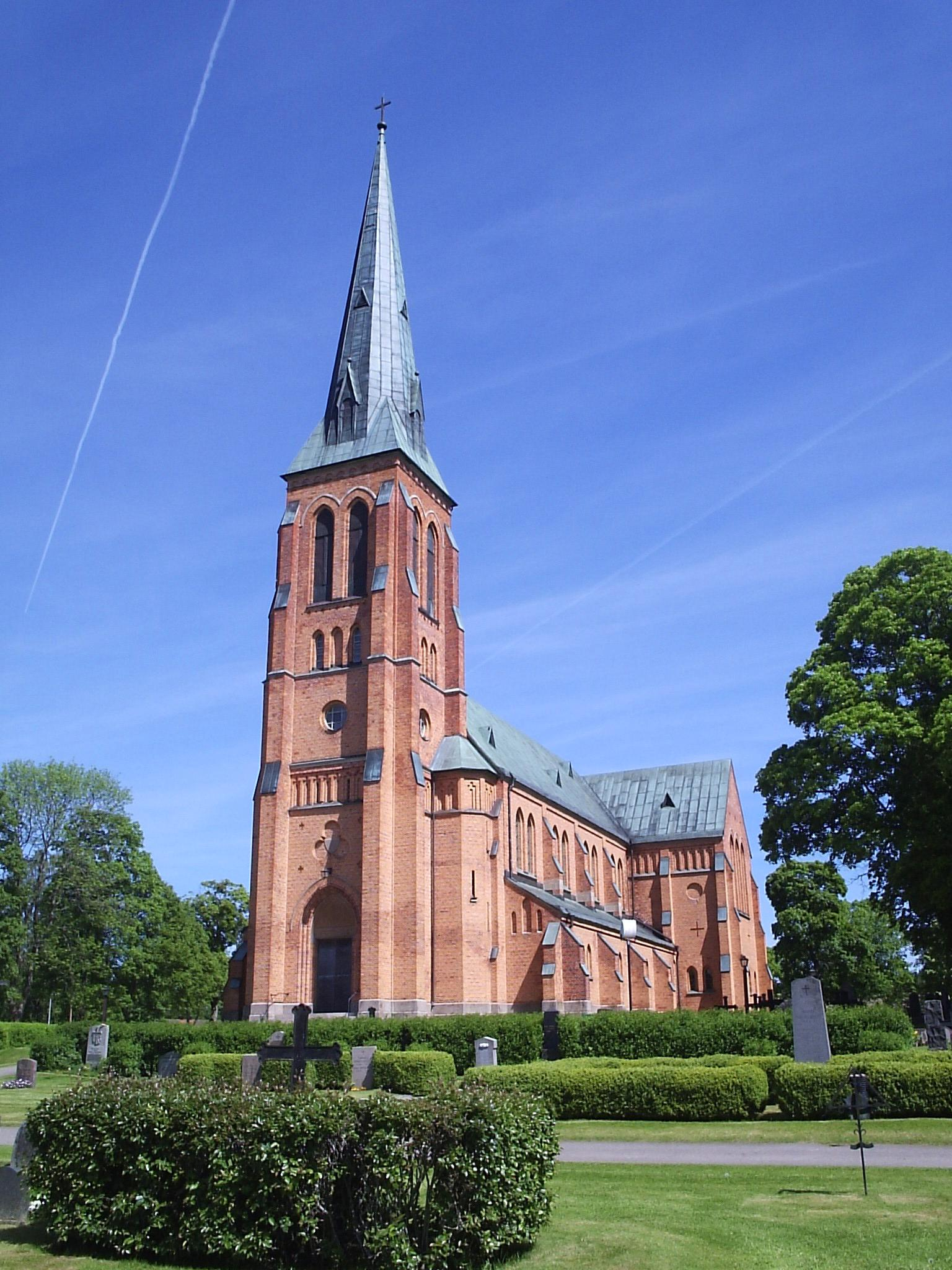
Undenäs kyrka
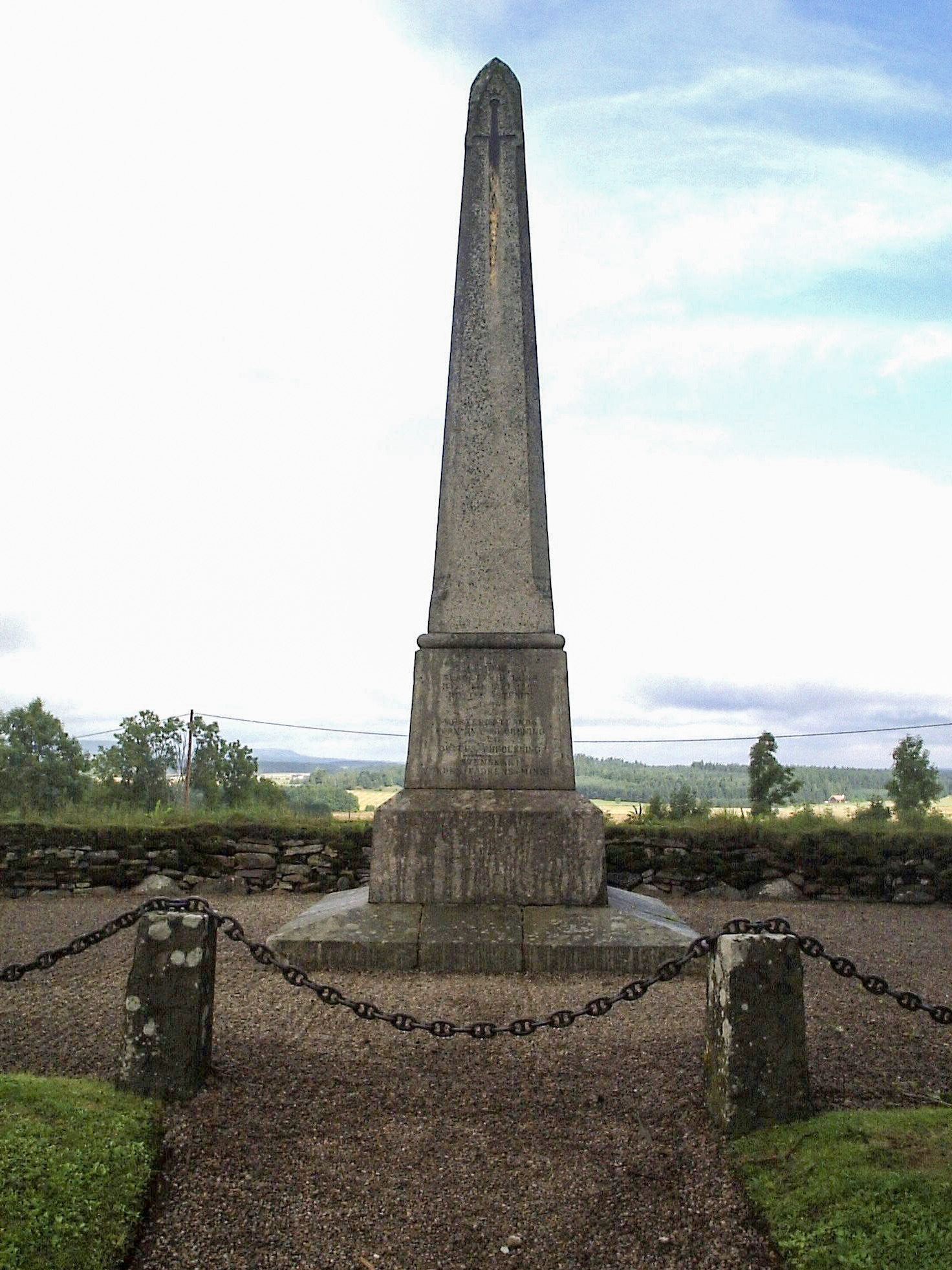
Falköpings-monumentet